# Погонич каролінський
Погонич каролінський (Porzana carolina) — вид журавлеподібних птахів родини пастушкових (Rallidae). Поширений у Північній Америці.

## Поширення
Птах розмножується у Канаді та США. Ареал виду на заході простягається від Північно-Західних територій на півночі до південних країв Аризони та Нью-Мексико. На сході територія гніздування звужується, простягаючись від морських провінцій Канади до штату Меріленд (США) на півдні. Коли води в заболочених місцях місць розмноження замерзають, птах мігрує на південь, щоб провести зиму, займаючи південні регіони Сполучених Штатів від Аризони до Флориди і навіть Мексики. Крім того, багато птахів мігрують через Мексиканську затоку та Карибське море, щоб зимувати в Південній Америці. Популяції, присутні вздовж узбережжя Каліфорнії, є осілими.
Населяє прісноводні водно-болотні угіддя по всьому ареалу; на зимівниках зустрічається і в солонуватих болотах. Переважними місцями існування є ті, які мають щільний покрив для гніздування та складаються переважно з водно-болотних угідь, оточених заростями рогозу, осоки та інших високих водних рослин.

## Опис
Довжина птаха становить 20-30 см. У репродуктивний період має чорне горло і обличчя; короткий дзьоб жовтуватого кольору. Грудна клітка і задня частина шиї сірі. Спина мармурово-коричнева, а на череві ряд чорних і білих смуг. Дорослі особини поза репродуктивним періодом мають менш помітний, темно-коричневий колір і не мають чорних ділянок на горлі чи обличчі. У цих екземплярів горло біле, а грудна клітка світло-коричнева. Ніжки жовтувато-зелені.